# ودي جيبسون
ودي جيبسون (بالإنجليزية: Woody Gibson)‏ هو لاعب كرة قدم بريطاني، ولد في 5 مارس 1993 في بروفيدنسياليس في جزر توركس وكايكوس. شارك مع منتخب جزر تركس وكايكوس لكرة القدم. أما مع النوادي، فقد لعب مع AFC Academy ‏.

## وصلات خارجية
- ودي جيبسون على موقع الاتحاد الدولي (مؤرشف)  (الإنجليزية)
- ودي جيبسون على موقع قاعدة بيانات كرة القدم.إي يو (الإنجليزية)
- ودي جيبسون على موقع ناشيونال فوتبول تيمز (الإنجليزية)